# Віліна
Ві́ліна (ест. Vilina küla) — село в Естонії, у волості Йиґева повіту Йиґевамаа.

## Населення
Чисельність населення на 31 грудня 2011 року становила 54 особи.